# Opostega spatulella
Opostega spatulella is een vlinder uit de familie oogklepmotten (Opostegidae). De wetenschappelijke naam is voor het eerst geldig gepubliceerd in 1855 door Herrich-Schäffer.
De soort komt voor in Europa.